# Cybaeopsis wabritaska
Cybaeopsis wabritaska là một loài nhện trong họ Amaurobiidae.
Loài này thuộc chi Cybaeopsis. Cybaeopsis wabritaska được miêu tả năm 1972 bởi Leech.